# Dizzy (serie de jocuri)
Seria Dizzy publicată de Codemasters a fost unul din cele mai de succes francize de jocuri video de la sfârșitul anilor 80. Creată inițial pentru ZX Spectrum și Amstrad CPC, seria a apărut pe mai multe formate de computere personale și console de jocuri video, peste o duzină de jocuri fiind publicate între 1987 și 1992. Jocul avea ca personaj central un caracter sub forma unui ou inteligent. Presupune implicarea lui Dizzy în salvarea familiei și a prietenilor săi din mâinile personajului negativ, vrăjitorul Zaks.

Primul ecran al Treasure Island Dizzy (versiunea ZX Spectrum) stabilește setarea pentru joc și, de asemenea, introduce imediat monede, o caracteristică nou adăugată.

Cele mai multe dintre jocurile din serie au fost jocuri de aventură pe platforme, cu accent pe rezolvarea puzzle-urilor, colectarea de obiecte și interacțiunea cu alte personaje. Pe lângă aceste jocuri de aventură de bază, marca și personajul Dizzy au apărut și în mai multe jocuri de acțiune cu un mod de joc fără legătură cu seria inițială.
De la dispariția seriei la începutul anilor 1990, au existat numeroase încercări de a relua seria. Acestea au inclus un remake pentru platformele smartphone, o campanie Kickstarter și publicarea mai multor jocuri vechi care au fost considerate pierdute. Seria a servit, de asemenea, drept inspirație pentru alte jocuri, inclusiv pentru multe jocuri create de fani.
Dizzy a fost creat de Oliver Twins (care mai târziu au format Interactive Studios). Primul joc din serie a fost creat în iunie 1987 și s-a intitulat Dizzy – The Ultimate Cartoon Adventure. Din toată seria, zece dintre acestea sunt socotite ca fiind cele mai importante, celelalte șase neurmând acțiunea și liniile propuse de acestea. 
Titlurile principale sunt:
- Dizzy – The Ultimate Cartoon Adventure – 1987
- Treasure Island Dizzy (DizzyII) – 1988
- Fantasy World Dizzy – (DizzyIII) – 1989
- Dizzy 3 and a half: Into Magicland (Dizzy 3.5) – 1991
- Magicland Dizzy (Dizzy 4) – 1990
- Spellbound Dizzy (Dizzy V) – 1991
- Dizzy Prince of Yolkfolk – 1991/2011
- Fantastic Dizzy – 1991
- Crystal Kingdom Dizzy – 1992
- Wonderland Dizzy - 2015

În afara de acestea au mai fost publicate:
- Fast Food - 1987
- Kwik Snax - 1990
- Dizzy Panic! - 1990
- Bubble Dizzy - 1990
- Dizzy Down the Rapids - 1991
- Go! Dizzy Go! - 1992

La toate acestea se adaugă o serie de compilații precum și jocuri făcute de fani cu ajutorul lui DizzyAge, un game engine special creat în 2006.